# Святе (Підкарпатське воєводство)
Святе (пол. Święte) — давнє українське село в Польщі, у гміні Радимно Ярославського повіту Підкарпатського воєводства. Населення — 1052 особи (2011).

## Історія
У 1340—1772 рр. село входило до Перемишльської землі Руське воєводства.
У 1772—1918 рр. село було у складі Австро-Угорської монархії, у провінції Королівство Галичини та Володимирії. В 1860 р. повз село прокладена Галицька залізниця імені Карла Людвіга. У 1880 році село належало до Ярославського повіту, нараховувало 146 будинків і 717 жителів, 739 були греко-католиками, 16 — римо-католиками, а 51 — юдеями. Місцева греко-католицька парафія належала до Ярославського деканату Перемишльської єпархії.
У 1919—1939 рр. — у складі Польщі. Село належало до Ярославського повіту Львівського воєводства, гміна Радимно. На 1 січня 1939-го в селі з 1230 жителів було 1170 українців-грекокатоликів, 20 українців-римокатоликів, 10 поляків, 30 євреїв, місцева греко-католицька парафія належала до Радимнянського деканату Перемишльської єпархії.
В липні 1944 року радянські війська заволоділи цією територією. Радянські окупанти насильно мобілізували чоловіків у Червону армію. За Люблінською угодою від 9 вересня 1944 року село опинилося в Польщі. Польським військом і бандами цивільних поляків почались пограбування і вбивства, селяни гуртувались в загони УПА і відділи самооборони. Українців добровільно-примусово виселяли в СРСР (939 осіб — 273 родини). Українське населення села, якому вдалося уникнути вивезення до СРСР, попало в 1947 році під етнічну чистка під час проведення Операції «Вісла» і було депортовано на понімецькі землі у західній та північній частині польської держави, що до 1945 належали Німеччині. В хати виселених українців поселені поляки.
У 1975—1998 роках село належало до Перемишльського воєводства.

## Церква св. Параскеви
В селі стояла дерев’яна церква з 1806 року. Під час Першої світової війни російське військо програло тут бій і 34,000 російських солдатів попало в австрійський полон. Під час цих боїв церква була знищена. На її місці у 1932 році було споруджено нову споруду, муровану, з куполом, котра стала домінантою навколишньої місцевості, сформованої долиною Сяну. Після виселення українців використовується під костел.

## Демографія
Демографічна структура станом на 31 березня 2011 року:
|          | Загалом | Допрацездатний вік | Працездатний вік | Постпрацездатний вік |
| -------- | ------- | ------------------ | ---------------- | -------------------- |
| Чоловіки | 539     | 137                | 346              | 56                   |
| Жінки    | 513     | 107                | 282              | 124                  |
| Разом    | 1052    | 244                | 628              | 180                  |